# Dąbrowa Kozłowska
Dąbrowa Kozłowska – wieś w Polsce położona w województwie mazowieckim, w powiecie radomskim, w gminie Jastrzębia. Ma status sołectwa.
| SIMC    | Nazwa                | Rodzaj    |
| ------- | -------------------- | --------- |
| 0624210 | Komorniki Kozłowskie | część wsi |
| 0624226 | Nowy Kozłówek        | część wsi |

W latach 1975–1998 miejscowość administracyjnie należała do województwa radomskiego. 1 stycznia 2003 roku częściami wsi Dąbrowa Kozłowska stały się ówczesne przysiółki Komorniki Kozłowskie i Nowy Kozłówek.
Podczas II wojny światowej były tu umiejscowione obozy pracy dla żydów i jeńców radzieckich. W 1964 roku wzniesiono obelisk, który upamiętnia śmierć około 1000 jeńców (na obelisku mylna liczba 240 ofiar).
Wierni Kościoła rzymskokatolickiego należą do parafii św. Mikołaja i św. Małgorzaty w Jedlni.